# Lobelior
Lobelior (Lobelia) är ett släkte av klockväxter. Lobelior ingår i familjen klockväxter.

## Beskrivning och utbredning
Lobeliasläktet innehåller sammanlagt cirka 360 arter ett- eller fleråriga örter, buskar eller träd. Störst mångfald finner man i tropiska bergsområden. En enda art, notblomster (Lobelia dortmanna; den enda vattenväxten i släktet) växer vild i Sverige.
Blommorna sitter iklase eller ax. De har en kronpip av varierande längd och ett femflikigt bräm där två flikar bildar en mer eller mindre tydlig överläpp. Ståndarknapparna är sammanvuxna till ett rör. Färgen är högst varierande, oftast blå, lila eller vit, mer sällan röd eller gul..
Bland släktets arter finns bland annat kaplobelia (Lobelia erinus; som odlad ofta omnämnd  som bara "lobelia") och praktlobelia (Lobelia cardinalis). Den förstnämnda är ettårig och syns ofta odlad; den kan ibland påträffas förvildad i Sverige. Släktet lobelior räknas ibland som en egen familj – lobeliaväxter (Lobeliaceae).

## Användning
Både ett- och fleråriga lobelior syns ofta som prydnadsväxter. Genom historien har ett antal arter nyttjats inom folkmedicinen; lobelior innehåller gott om alkaloider, och lobelin (finns i läkelobelia) är andningsstimulerande. Lobelin liknar också nikotin och har kommit till användning inom rökavvänjning.
De odlade varianterna av kaplobelior finns både som upprättstående eller hängande. I en rabatt syns de små, gröna bladen knappt bland de andra blomstren. Som vilda är kaplobelior blåblommande, men inom trädgårdsodlingen har man avlat fram varianter med röda, rosa, lila eller vita blommor.

## Etymologi
Växtsläktet har fått sitt namn efter den flamländske botanisten Matthias de l'Obel (latiniserat som Lobelius) (1538–1616). Linné behöll namnet på växtsläktet Lobelia, som tidigare givits av den franske munken Charles Plumier.

## Bilder

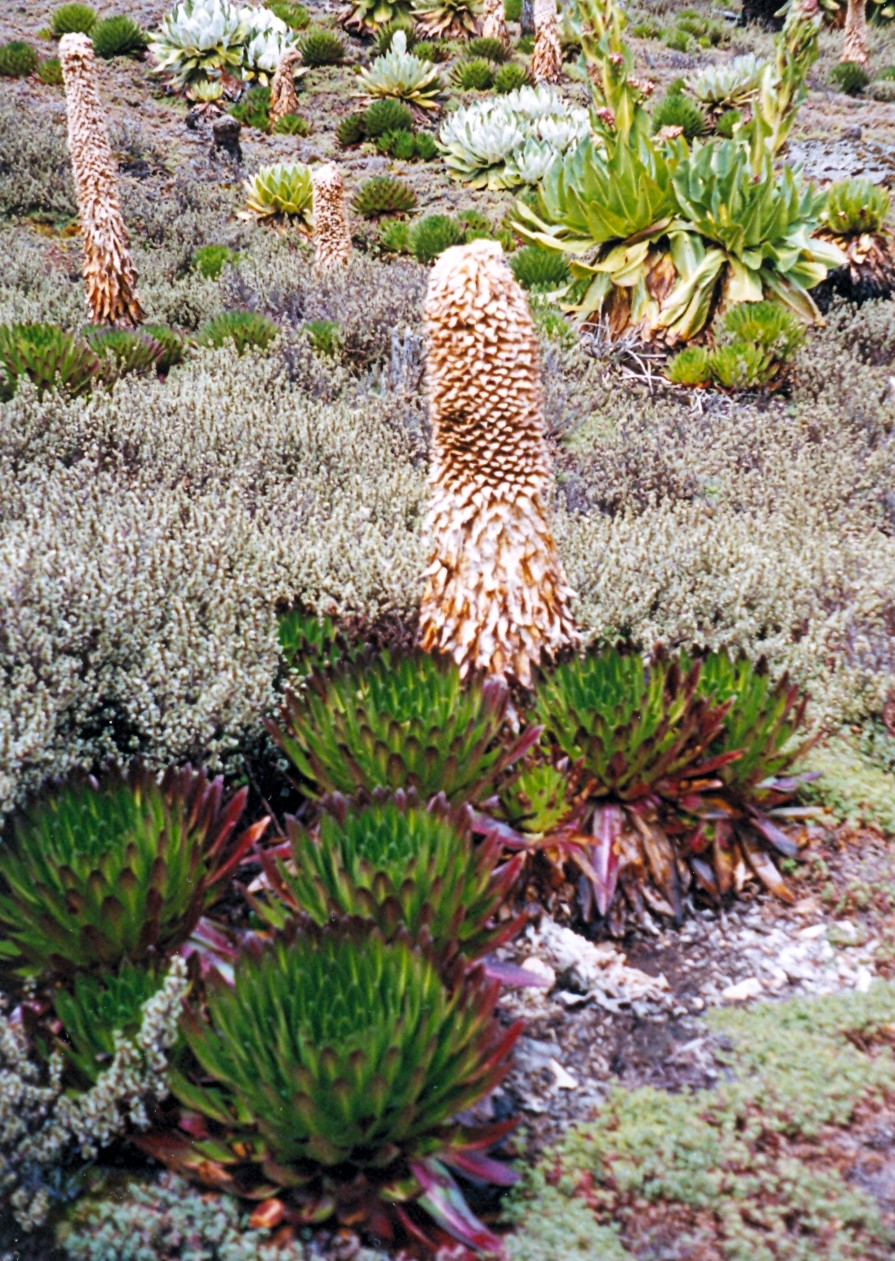
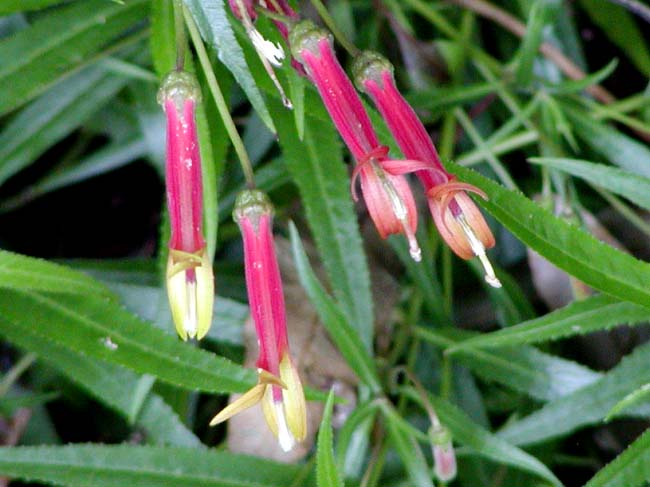
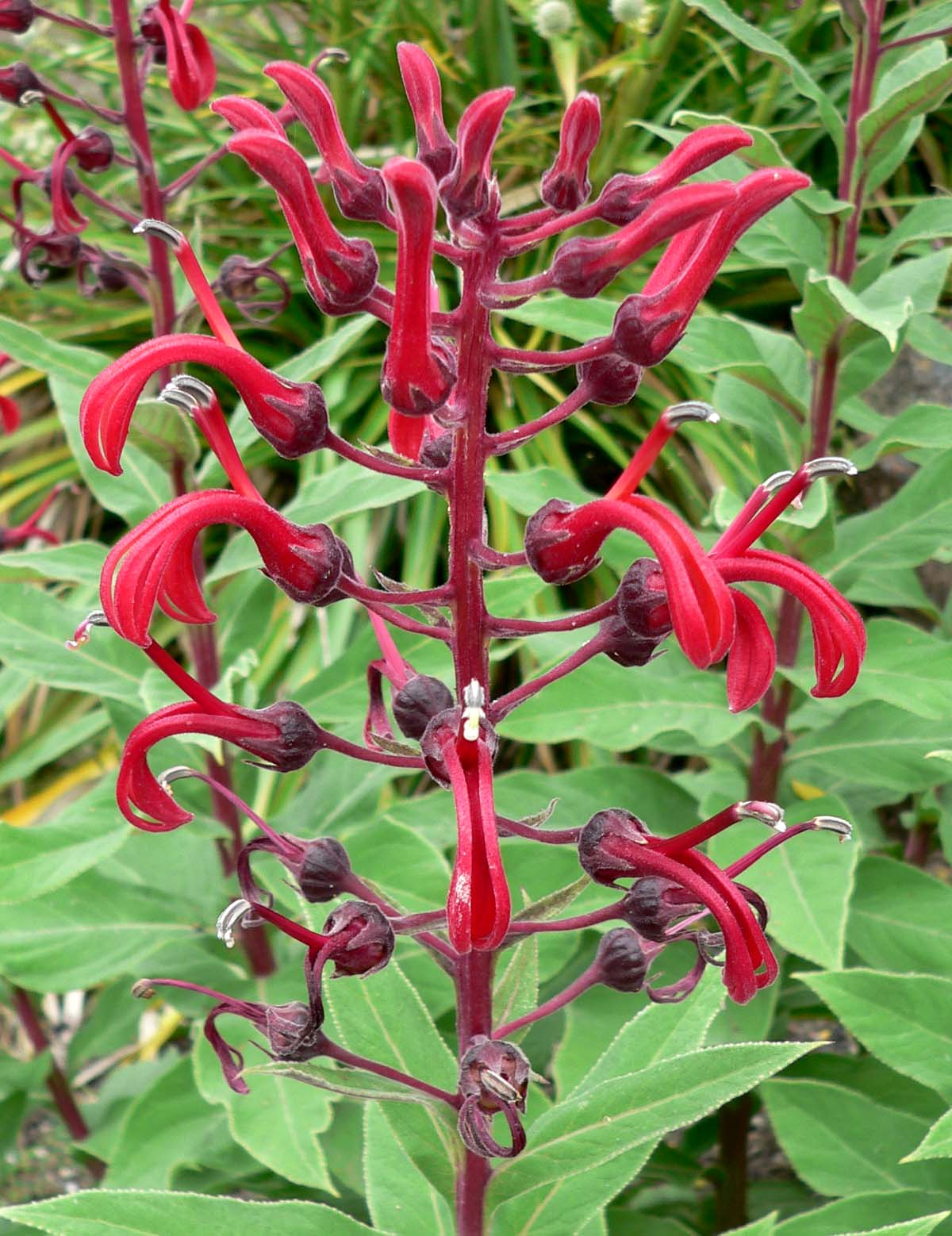
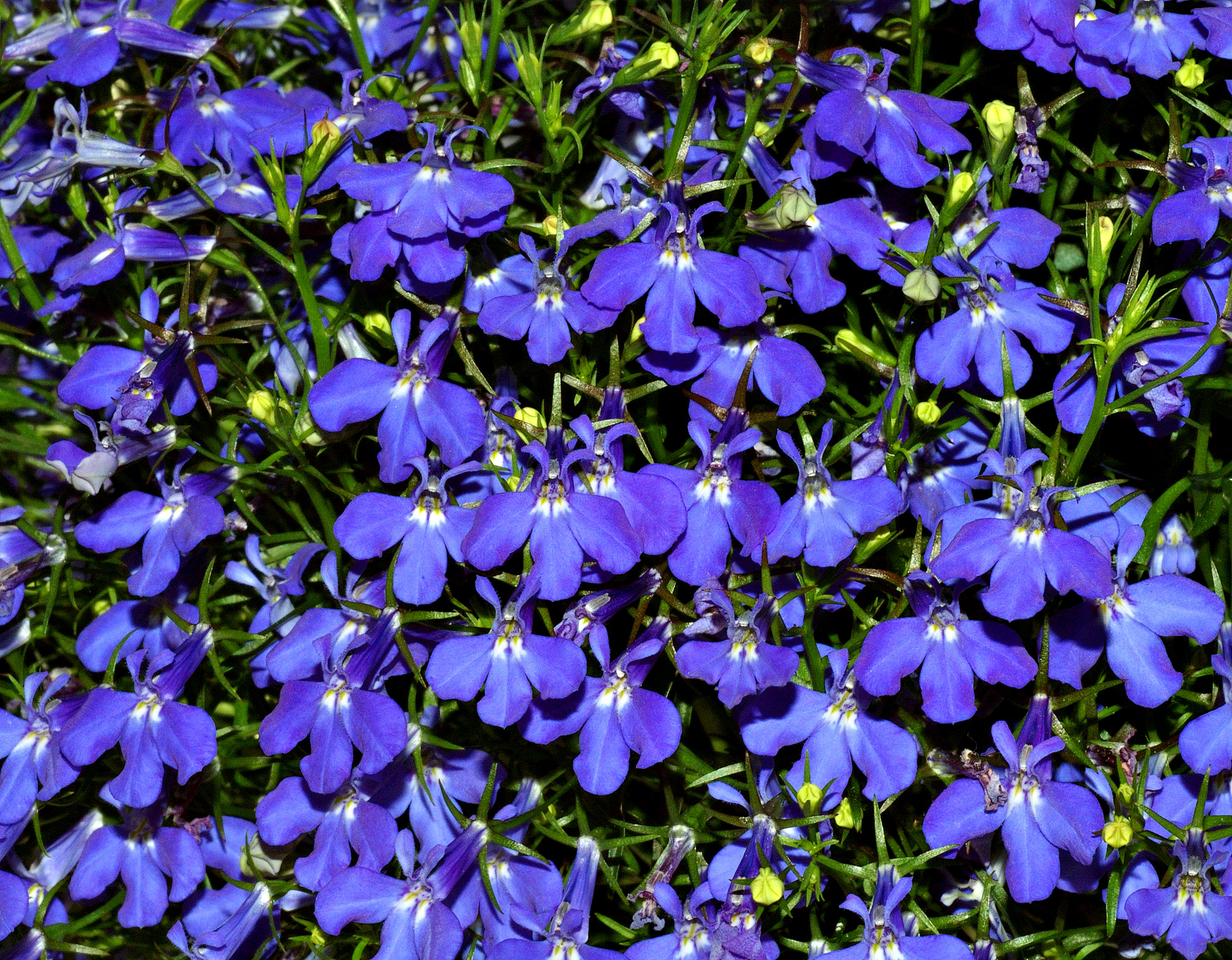
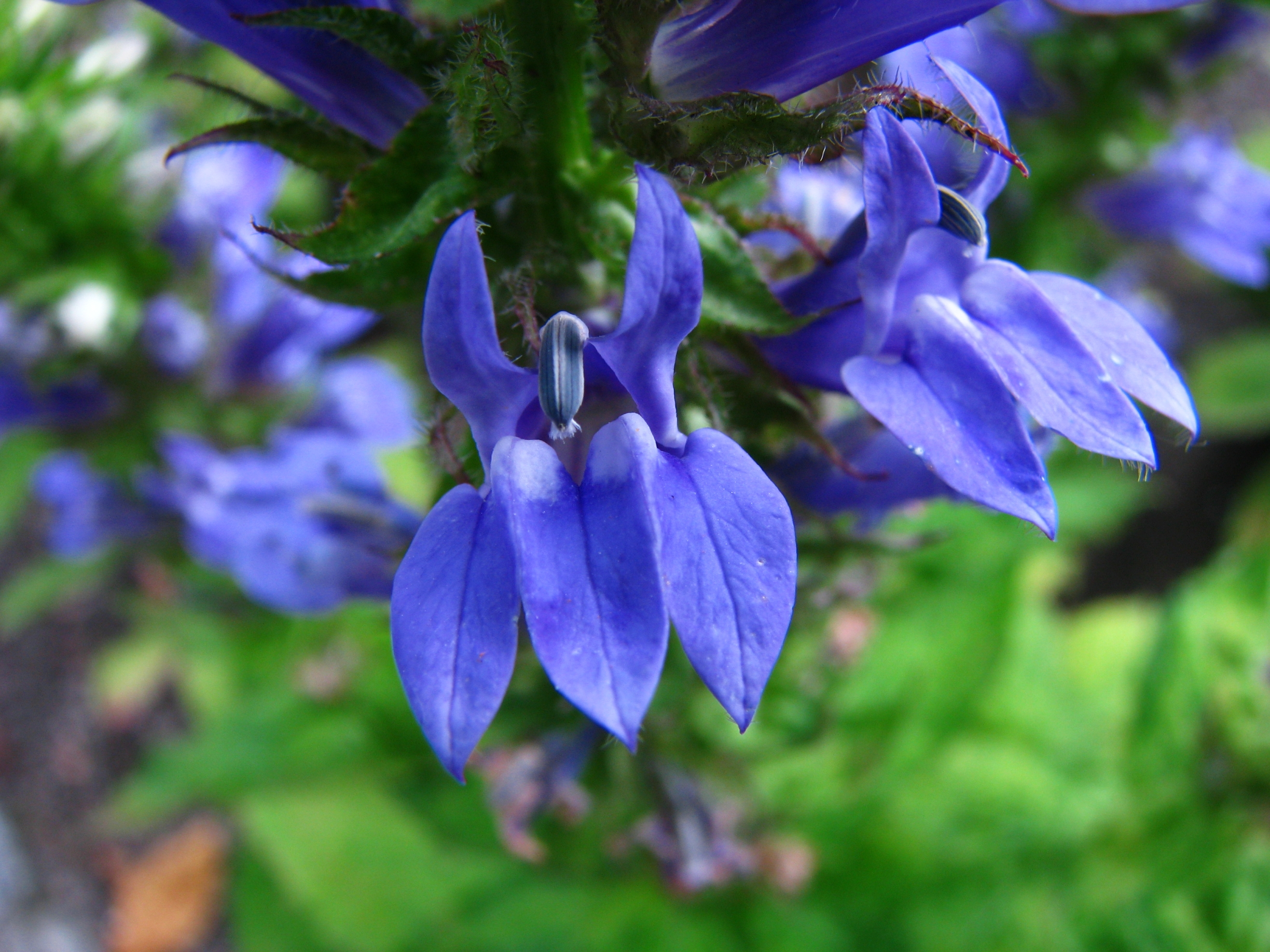
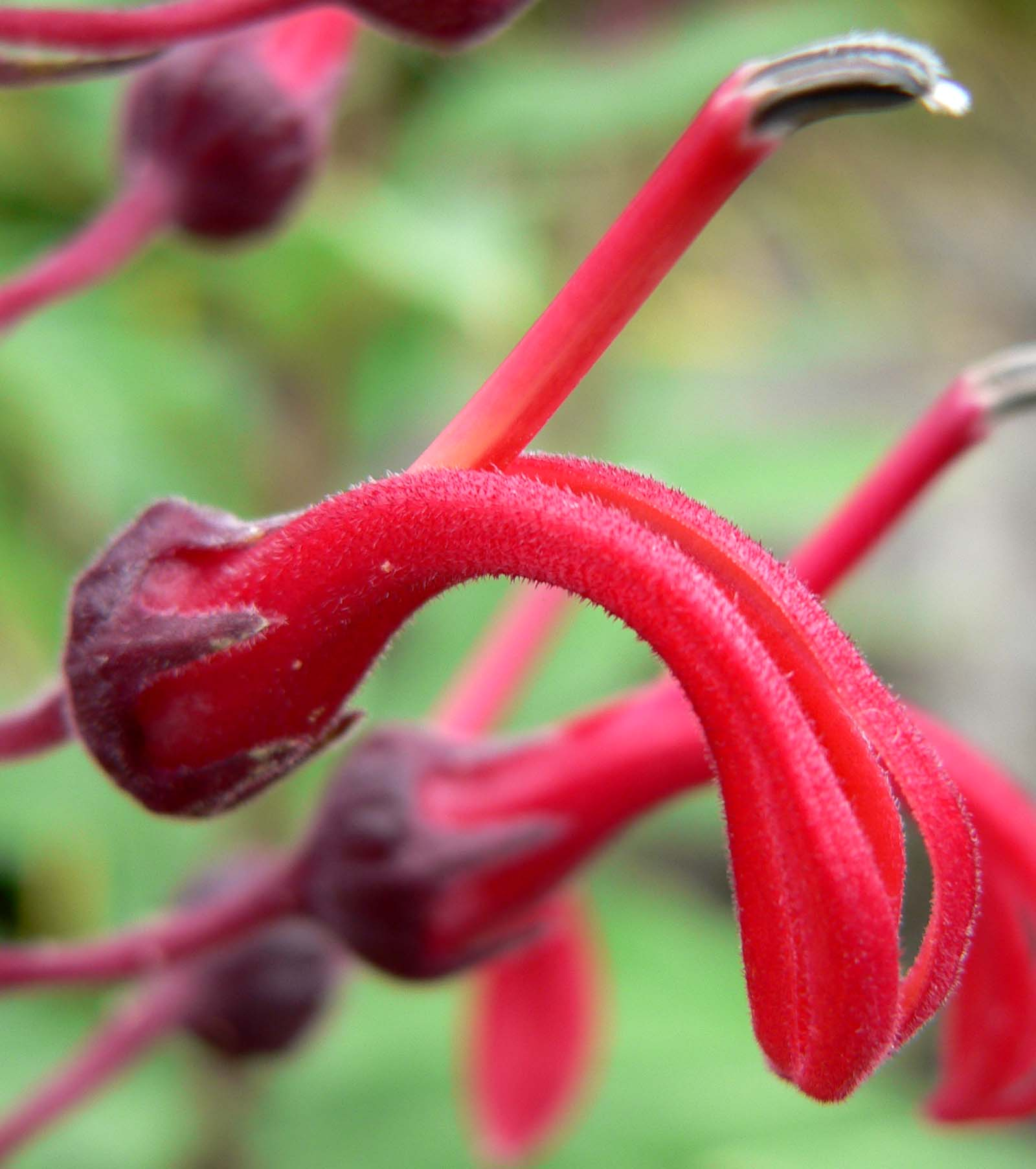

## Arter (alfabetiskt listade)[1]
- Lobelia aberdarica
- Lobelia acrochila
- Lobelia acuminata
- Lobelia acutidens
- Lobelia adnexa
- Lobelia agrestis
- Lobelia aguana
- Lobelia alsinoides
- Lobelia alticaulis
- Lobelia amoena
- Lobelia anatina
- Lobelia anceps
- Lobelia andrewsii
- Lobelia angulata – bärlobelia
- Lobelia appendiculata
- Lobelia aquaemontis
- Lobelia aquatica
- Lobelia archboldiana
- Lobelia archeri
- Lobelia ardisiandroidea
- Lobelia arnhemiaca
- Lobelia assurgens
- Lobelia aurita
- Lobelia australiensis
- Lobelia bambuseti
- Lobelia barkerae
- Lobelia barnsii
- Lobelia baumannii
- Lobelia beaugleholei
- Lobelia benthamii
- Lobelia bequaertii
- Lobelia berlandieri
- Lobelia blantyrensis
- Lobelia boivinii
- Lobelia boninensis
- Lobelia borneensis
- Lobelia boykinii
- Lobelia brachyantha
- Lobelia brasiliensis
- Lobelia brevifolia
- Lobelia bridgesii
- Lobelia brigittalis
- Lobelia burttii
- Lobelia cacuminis
- Lobelia caeciliae
- Lobelia caerulea
- Lobelia caledoniana
- Lobelia calochlamys
- Lobelia camporum
- Lobelia canbyi
- Lobelia capillifolia
- Lobelia cardinalis
- Lobelia carens
- Lobelia caudata
- Lobelia chamaedryfolia
- Lobelia chamaepitys
- Lobelia cheranganiensis
- Lobelia chevalieri
- Lobelia chinensis
- Lobelia chireensis
- Lobelia christii
- Lobelia circaeoides
- Lobelia cirsiifolia
- Lobelia clavata
- Lobelia cleistogamoides
- Lobelia cliffortiana
- Lobelia cobaltica
- Lobelia cochleariifolia
- Lobelia collina
- Lobelia columnaris
- Lobelia comosa
- Lobelia comptonii
- Lobelia concolor
- Lobelia conferta
- Lobelia conglobata
- Lobelia cordifolia
- Lobelia corniculata
- Lobelia coronopifolia
- Lobelia cubana
- Lobelia cuneifolia
- Lobelia cyanea
- Lobelia cymbalarioides
- Lobelia cyphioides
- Lobelia darlingensis
- Lobelia dasyphylla
- Lobelia davidii
- Lobelia deckenii
- Lobelia decurrens
- Lobelia decurrentifolia
- Lobelia deleiensis
- Lobelia dentata
- Lobelia diastateoides
- Lobelia diazlunae
- Lobelia dichroma
- Lobelia dielsiana
- Lobelia digitalifolia
- Lobelia dioica
- Lobelia dissecta
- Lobelia divaricata
- Lobelia djurensis
- Lobelia dodiana
- Lobelia donanensis
- Lobelia dortmanna – notblomster
- Lobelia dregeana
- Lobelia dressleri
- Lobelia dunbariae
- Lobelia duriprati
- Lobelia ehrenbergii
- Lobelia elongata
- Lobelia endlichii
- Lobelia erinus – kaplobelia
- Lobelia erlangeriana
- Lobelia eryliae
- Lobelia eurypoda
- Lobelia exaltata
- Lobelia excelsa
- Lobelia exilis
- Lobelia fangiana
- Lobelia fastigiata
- Lobelia fatiscens
- Lobelia fawcettii
- Lobelia feayana
- Lobelia fenestralis
- Lobelia fervens
- Lobelia filicaulis
- Lobelia filiformis
- Lobelia filipes
- Lobelia fissiflora
- Lobelia fistulosa
- Lobelia flaccida
- Lobelia flaccidifolia
- Lobelia flexicaulis
- Lobelia flexuosa
- Lobelia floridana
- Lobelia foliiformis
- Lobelia fugax
- Lobelia galpinii
- Lobelia gattingeri
- Lobelia gaudichaudii
- Lobelia gelida
- Lobelia georgiana
- Lobelia ghiesbreghtii
- Lobelia gibbosa
- Lobelia giberroa
- Lobelia gilgii
- Lobelia gilletii
- Lobelia glaberrima
- Lobelia gladiaria
- Lobelia glandulosa
- Lobelia glaucescens
- Lobelia glazioviana
- Lobelia gloria-montis
- Lobelia goetzei
- Lobelia goldmanii
- Lobelia gouldii
- Lobelia gracillima
- Lobelia grandifolia
- Lobelia graniticola
- Lobelia grayana
- Lobelia gregoriana
- Lobelia gruina
- Lobelia guatemalensis
- Lobelia guerrerensis
- Lobelia gypsophila
- Lobelia hainanensis
- Lobelia harrisii
- Lobelia hartlaubii
- Lobelia hartwegii
- Lobelia hassleri
- Lobelia hederacea
- Lobelia henodon
- Lobelia henricksonii
- Lobelia hereroensis
- Lobelia heteroclita
- Lobelia heterophylla
- Lobelia heyneana
- Lobelia hilaireana
- Lobelia hillebrandii
- Lobelia hintoniorum
- Lobelia hirtipes
- Lobelia holotricha
- Lobelia holstii
- Lobelia homophylla
- Lobelia horombensis
- Lobelia hotteana
- Lobelia humistrata
- Lobelia humpatensis
- Lobelia hypnodes
- Lobelia hypoleuca
- Lobelia hypsibata
- Lobelia illota
- Lobelia imberbis
- Lobelia imperialis
- Lobelia inconspicua
- Lobelia inflata – läkelobelia
- Lobelia innominata
- Lobelia intercedens
- Lobelia irasuensis
- Lobelia irrigua
- Lobelia iteophylla
- Lobelia jaliscensis
- Lobelia jasionoides
- Lobelia kalmii – gräslobelia
- Lobelia kalobaensis
- Lobelia kauaiensis
- Lobelia kirkii
- Lobelia knoblochii
- Lobelia koolauensis
- Lobelia kraussii
- Lobelia kundelungensis
- Lobelia langeana
- Lobelia lasiocalycina
- Lobelia laurentioides
- Lobelia laxa
- Lobelia laxiflora
- Lobelia leichhardii
- Lobelia lepida
- Lobelia leschenaultiana
- Lobelia leucotos
- Lobelia limosa
- Lobelia linarioides
- Lobelia lindblomii
- Lobelia linearis
- Lobelia lingulata
- Lobelia lisowskii
- Lobelia lithophila
- Lobelia livingstoniana
- Lobelia lobata
- Lobelia longicaulis
- Lobelia longipedicellata
- Lobelia longisepala
- Lobelia loochooensis
- Lobelia lucayana
- Lobelia lukwangulensis
- Lobelia luruniensis
- Lobelia luzoniensis
- Lobelia macdonaldii
- Lobelia macraeana
- Lobelia macrocentron
- Lobelia macrodon
- Lobelia malowensis
- Lobelia margarita
- Lobelia martagon
- Lobelia mcvaughii
- Lobelia melliana
- Lobelia membranacea
- Lobelia mexicana
- Lobelia mezlerioides
- Lobelia mildbraedii
- Lobelia minutula
- Lobelia modesta
- Lobelia molleri
- Lobelia monostachya
- Lobelia montana
- Lobelia morogoroensis
- Lobelia muscoides
- Lobelia nana
- Lobelia neglecta
- Lobelia neumannii
- Lobelia nicotianifolia
- Lobelia niihauensis
- Lobelia nubicola
- Lobelia nubigena
- Lobelia nugax
- Lobelia nummularia
- Lobelia nummularioides
- Lobelia nuttallii
- Lobelia oahuensis
- Lobelia obconica
- Lobelia occidentalis
- Lobelia oligophylla
- Lobelia oreas
- Lobelia organensis
- Lobelia orientalis
- Lobelia ovina
- Lobelia oxyphylla
- Lobelia paludigena
- Lobelia paludosa
- Lobelia paranaensis
- Lobelia parva
- Lobelia parvidentata
- Lobelia parvisepala
- Lobelia patula
- Lobelia pedunculata
- Lobelia pentheri
- Lobelia perpusilla
- Lobelia perrieri
- Lobelia persicifolia
- Lobelia petiolata
- Lobelia philippinensis
- Lobelia physaloides
- Lobelia pinifolia
- Lobelia platycalyx
- Lobelia pleotricha
- Lobelia poetica
- Lobelia polyphylla
- Lobelia porphyrea
- Lobelia portoricensis
- Lobelia pratiana
- Lobelia pratioides
- Lobelia preslii
- Lobelia pringlei
- Lobelia proctorii
- Lobelia psilostoma
- Lobelia pteropoda
- Lobelia puberula
- Lobelia pubescens
- Lobelia pulchella
- Lobelia purpurascens
- Lobelia purpusii
- Lobelia quadrangularis
- Lobelia quadrisepala
- Lobelia quarreana
- Lobelia rarifolia
- Lobelia reinekeana
- Lobelia remyi
- Lobelia reniformis
- Lobelia reverchonii
- Lobelia rhombifolia
- Lobelia rhynchopetalum
- Lobelia rhytidosperma
- Lobelia ritabeaniana
- Lobelia rivalis
- Lobelia robusta
- Lobelia rogersii
- Lobelia rotundifolia
- Lobelia roughii
- Lobelia rubescens
- Lobelia salicina
- Lobelia sancta
- Lobelia santa-luciae
- Lobelia santos-limae
- Lobelia sapinii
- Lobelia sartorii
- Lobelia scaevolifolia
- Lobelia scebelii
- Lobelia schimperi
- Lobelia scrobiculata
- Lobelia seguinii
- Lobelia serpens
- Lobelia sessilifolia
- Lobelia setacea
- Lobelia shaferi
- Lobelia simplicicaulis
- Lobelia simulans
- Lobelia sinaloae
- Lobelia siphilitica
- Lobelia solaris
- Lobelia sonderiana
- Lobelia spathopetala
- Lobelia speciosa
- Lobelia spicata
- Lobelia standleyi
- Lobelia stellfeldii
- Lobelia stenocarpa
- Lobelia stenodonta
- Lobelia stenophylla
- Lobelia stenosiphon
- Lobelia stolonifera
- Lobelia stricklandiae
- Lobelia stricta
- Lobelia stuhlmannii
- Lobelia sublibera
- Lobelia subnuda
- Lobelia subpubera
- Lobelia sumatrana
- Lobelia surrepens
- Lobelia sutherlandii
- Lobelia tarsophora
- Lobelia tatea
- Lobelia telekii
- Lobelia telephioides
- Lobelia tenera
- Lobelia tenuior
- Lobelia thapsoidea
- Lobelia thermalis
- Lobelia thuliniana
- Lobelia tomentosa
- Lobelia trigonocaulis
- Lobelia tripartita
- Lobelia trullifolia
- Lobelia tupa
- Lobelia udzungwensis
- Lobelia uliginosa
- Lobelia umbellifera
- Lobelia urens – hedlobelia
- Lobelia vagans
- Lobelia wahiawa
- Lobelia valida
- Lobelia vanreenensis
- Lobelia welwitschii
- Lobelia victoriensis
- Lobelia villaregalis
- Lobelia villosa
- Lobelia wilmsiana
- Lobelia winifrediae
- Lobelia viridiflora
- Lobelia vivaldii
- Lobelia volcanica
- Lobelia wollastonii
- Lobelia xalapensis
- Lobelia xongorolana
- Lobelia yucatana
- Lobelia yuccoides
- Lobelia zelayensis
- Lobelia zeylanica
- Lobelia zwartkopensis